# Agapios von Hierapolis
Agapios von Hierapolis (lateinisch Agapius, eigentlich Mahbub ibn Qustantin) war ein im 10. Jahrhundert lebender christlich-arabischer Geistlicher und Gelehrter.
Agapios war der Sohn eines gewissen Konstantin. Über sein Leben ist nur bekannt, dass er in der ersten Hälfte des 10. Jahrhunderts melkitischer Bischof von Hierapolis war.
Agapios verfasste um 942 eine Weltgeschichte (Kitab al-‘Unvan) in arabischer Sprache, die von der „Schöpfung“ bis ins frühe 10. Jahrhundert reichte; die erhaltenen Teile enden jedoch in der Zeit Kaiser Leons IV. (775–780). Als Quellen dienten ihm verschiedene Werke, darunter (indirekt) die Kirchengeschichte des Eusebios von Kaisareia sowie die heute verlorene Chronik des Theophilos von Edessa (die Agapios explizit als Quelle nennt). Das Werk wurde unter anderem von dem islamischen Gelehrten Masudi gelobt und von Michael Syrus herangezogen.

## Ausgaben und Übersetzungen
- Alexander Vasiliev (Hrsg.): Kitab al-`unvan = Histoire universelle. In: Patrologia Orientalis. Bd. 5. Paris 1910; Bd. 7. Paris 1911; Bd. 8. Paris 1912; Bd. 11. Paris 1915. [Text mit französischer Übersetzung]
- Robert G. Hoyland (Hrsg.): Theophilus of Edessa's Chronicle and the Circulation of Historical Knowledge in Late Antiquity and Early Islam. Liverpool University Press, Liverpool 2011 (Translated Texts for Historians 57). [englische Teilübersetzung]